# 郭绍敏
郭绍敏（1965年7月—），女，汉族，湖南临澧人，中华人民共和国政治人物。现任陕西省商务厅副厅长，陕西省政协常委，民进陕西省委副主委。第十四届全国政协委员。